# Hogna antelucana
Hogna antelucana är en spindelart som först beskrevs av Montgomery 1904.  Hogna antelucana ingår i släktet Hogna och familjen vargspindlar. Inga underarter finns listade i Catalogue of Life.